# Пітмен (Нью-Джерсі)
Пітмен (англ. Pitman) — місто (англ. borough) в США, в окрузі Глостер штату Нью-Джерсі. Населення — 8780 осіб (2020).

## Географія
Пітмен розташований за координатами 39°43′59″ пн. ш. 75°7′51″ зх. д. / 39.73306° пн. ш. 75.13083° зх. д. (39.732942, -75.130695).  За даними Бюро перепису населення США в 2010 році місто мало площу 5,98 км², з яких 5,87 км² — суходіл та 0,11 км² — водойми.

## Демографія
Згідно з переписом 2010 року, у селищі мешкало 9011 особа в 3489 домогосподарствах у складі 2327 родин. Було 3705 помешкань
Расовий склад населення:
| - 96,1 % — білих - 1,1 % — чорних або афроамериканців - 0,6 % — азіатів - 0,1 % — корінних американців |

До двох чи більше рас належало 1,4 %. Частка іспаномовних становила 2,5 % від усіх жителів.
За віковим діапазоном населення розподілялося таким чином: 22,4 % — особи молодші 18 років, 60,7 % — особи у віці 18—64 років, 16,9 % — особи у віці 65 років та старші. Медіана віку мешканця становила 41,2 року. На 100 осіб жіночої статі у селищі припадало 86,8 чоловіків;  на 100 жінок у віці від 18 років та старших — 83,0 чоловіків також старших 18 років.
Середній дохід на одне домашнє господарство  становив 83 966 доларів США (медіана — 73 616), а середній дохід на одну сім'ю — 99 477 доларів (медіана — 89 914). Медіана доходів становила 61 480 доларів для чоловіків та 45 943 долари для жінок. За межею бідності перебувало 4,6 % осіб, у тому числі 5,5 % дітей у віці до 18 років та 4,7 % осіб у віці 65 років та старших.
Цивільне працевлаштоване населення становило 4331 осіб. Основні галузі зайнятості: освіта, охорона здоров'я та соціальна допомога — 33,4 %, науковці, спеціалісти, менеджери — 10,7 %, роздрібна торгівля — 9,6 %, виробництво — 9,0 %.